# Condado de Sharp
El condado de Sharp (en inglés: Sharp County), fundado en 1833, es un condado del estado estadounidense de Arkansas. En el año 2000 tenía una población de 17 119 habitantes con una densidad poblacional de 10.94 personas por km². La sede del condado es Ash Flat.

## Geografía
Según la Oficina del Censo, el condado tiene un área total de 1570 km² (606,2 mi²), de la cual 1565 km² (604,2 mi²) es tierra y 5 km² (1,9 mi²) es agua.

### Condados adyacentes
- Condado de Oregon, Misuri (norte)
- Condado de Randolph (noreste)
- Condado de Lawrence (sureste)
- Condado de Independence (sur)
- Condado de Izard (suroeste)
- Condado de Fulton (noroeste)

### Ciudades y pueblos
- Ash Flat
- Cave City
- Cherokee Village
- Evening Shade
- Hardy
- Highland
- Horseshoe Bend
- Ozark Acres
- Poughkeepsie
- Sidney
- Williford

## Mayores autopistas
- U.S. Highway 62
- U.S. Highway 63
- U.S. Highway 167
- U.S. Highway 412
- Carretera 56
- Carretera 58
- Carretera 175